# 2014年9月

## 9月1日
武裝衝突
- 美軍空襲索馬里南部，殺死青年党领导人戈丹。[1]

體育
- 在丹麥舉行的2014年世界羽毛球錦標賽結束，谌龙和卡罗列娜·马琳分別奪下男子單打與女子單打冠軍；其中卡罗列娜·马琳為西班牙首个羽毛球世界冠军[2]。

## 9月2日
武裝衝突
- 博科聖地武裝分子攻佔尼日利亞博爾諾州第二大城鎮巴馬大部分區域。[3]

政治
- 也門總統阿卜杜·拉布·曼苏尔·哈迪宣佈解散政府及取消燃油加價，以圖平息近期反政府示威。[4]

## 9月3日
武裝衝突
- 巴基斯坦軍方公佈，自從2014年6月展開打擊北瓦济里斯坦武裝分子的行動至今，至少殺死910名懷疑武裝分子，軍方有82人陣亡。[5]

## 9月4日
食品衛生
- 台灣豬油廠商因貪圖低價，而購入餿水油製成豬油，造成大量問題產品流入市面。[6]

## 9月5日
武裝衝突
- 烏克蘭政府與親俄分離分子簽署停火協議，於當地時間下午6時生效。[7]

## 9月6日
武裝衝突
- 博科聖地武裝分子進攻尼日利亞阿達馬瓦州古拉克鎮。[8]

电影颁奖
- 瑞典导演罗伊·安德森执导的《寒枝雀静》 荣获第71届威尼斯影展金狮奖。[9]

## 9月10日
罪案
- 據獲救生還者透露，一艘載有從埃及出發的偷渡者的船隻於9月10日在地中海馬耳他附近遭蛇頭故意撞沉，恐怕有500名乘客喪生。[10]

科學與科技
- 法國艾克斯-馬賽大學研究團隊報告，已用鍺元素首先製成像石墨烯一般的單原子層厚度奈米材料，稱為鍺烯或單層鍺（英语：germanene）。[11]

## 9月12日
武裝衝突
- 尼日利亞政府軍在博爾諾州Konduga鎮擊退博科聖地武裝分子的進攻，約100名武裝分子被殺。[12]

娛樂
- 因吸毒和藏毒被捕的日本男子歌唱組合“恰克与飞鸟(CHAGE & ASKA)”的56岁成员ASKA（真名：宫崎重明），被東京地方法院以违反《兴奋剂取缔法》判处有期徒刑3年，缓期4年执行。[13]

## 9月14日
政治選舉
- 2014年瑞典大選進行投票。[14]

## 9月15日
科學與科技
- 歐洲空間局已選定菲萊登錄器在楚留莫夫－格拉希门克彗星的著陸點，暫時命名為J。在所有選項中，這地點算是最為平坦。歐洲空間局正在徵選這著陸點的正式名稱。[15]

## 9月18日
政治
- 2014年苏格兰独立公投進行投票[16]。9月19日完成點票，在84.5%的投票率下，「反對獨立」以55.3%的得票率否決獨立選項[17]。

反恐
- 澳洲政府展開本土反恐行動，於雪梨、布里斯本等地逮捕15名疑與伊拉克和黎凡特伊斯蘭國有關的成員，該組織成員計劃在街頭隨機綁架一般民眾斬首示眾，抗議澳洲當局加入以美國為首的反伊拉克和黎凡特伊斯蘭國聯盟。[18]

獎項頒發
- 科學幽默雜誌年度頒發第24次第一屆搞笑諾貝爾獎，北京交通大學劉建剛及多倫多大學李康等中國加拿大華人科學家團隊因觀察人們在烤多士看到耶穌面孔形狀圖案時的大腦反應，藉此研究「人臉空想性錯視」，因而獲得神經科學獎。[19][20]

## 9月19日
政治
- 蘇格蘭公投點票結果顯示，55%選民否決蘇格蘭從英國獨立。[21]

武裝衝突
- 法國開始空襲伊拉克和黎凡特伊斯蘭國武裝分子。[22]

體育
- 2014年亚洲运动会在韓國仁川揭幕。[23]

## 9月20日
政治
- 加泰隆尼亞議會以大比數通過獨立公投議案，定於11月9日舉行。[24][25]

## 9月21日
政治
- 阿富汗選舉委員會宣告阿什拉夫·加尼·艾哈邁德扎伊當選阿富汗總統。[26]

## 9月22日
學運
- 香港各中學及大專院校師生，為反對中國政府對普選香港特別行政區行政長官設限而進行為期五日的2014年香港學界大罷課。[27][28]

## 9月23日
人權議題
- 維吾爾族學者伊力哈木·土赫提因「分裂國家」被新疆烏魯木齊中級法院一審判處無期徒刑[29]。

恐怖活動
- 中國新疆維吾爾自治區輪台縣發生連環爆炸，至少10死[30]。

## 9月27日
體育
- 日本男子游泳運動員冨田尚彌在仁川亞運會中盜竊韓國記者相機被韓國警方拘捕，並被日本奧林匹克委員會遞奪日本代表團團員資格。[31]

自然災害
- 位於日本長野縣及岐阜縣交界的御嶽山於日本時間上午11時53分發生火山爆發。[32]

## 9月28日
社運
- 社運領袖戴耀廷、陳健民及朱耀明在2014年香港學界大罷課中宣佈發動佔領中環。[33]
- 香港警方出動防暴隊，用胡椒噴霧及87枚催淚彈試圖驅趕佔領金鐘干諾道中東西行線的示威者，但失敗。學聯、學民思潮、教協宣佈學生與教師無限期罷工罷課罷市，直至梁振英和政改三人組回應包括下台的要求。[34][35][36]

政治选举及公投
- 瑞士举行公投表决2项议题，包括设立统一医疗保险以及停止对服务业的增值税歧视。最终两项议题都被选民否决。[37]

## 9月29日
佔領中環
- 鑑於香港警方的清場，激化示威者，示威漫延香港各地，包括金鐘、銅鑼灣、旺角、中環、灣仔等地主要幹道被示威者佔據，區域交通癱瘓。香港警方宣佈由於局勢緩和徹走防暴隊。[38]